# Josef Edmund Jörg
Josef Edmund Jörg, född 23 december 1819 i Immenstadt im Allgäu, död 18 november 1901 på Burg Trausnitz vid Landshut, var en tysk historiker, arkivarie, publicist och politiker.
Jörg utgav 1851 Deutschland in der Revolutionsperiods 1522–26, en skildring av det stora bondekriget, redigerade sedan 1852 den ultramontanska tidskriften "Historisch-politische Blätter für das katholische Deutschland", blev 1866 arkivarie på det kungliga slottet Burg Trausnitz vid Landshut och författade ytterligare ett par tendensskrifter, Geschichte des Protestantismus in seiner neuesten Entwickelung (två band, 1857) och Geschichte der socialpolitischen Parteien in Deutschland (1867). 
År 1865 invaldes Jörg i bayerska lantdagens andra kammare och blev snart en av de främsta ledarna för det så kallade patriotpartiet, vilket i mars 1870 störtade den för den tyska enhetstanken välvilligt stämde konseljpresidenten Chlodwig zu Hohenlohe-Schillingsfürst. Under fransk-tyska kriget (1870-71) motsatte Jörg sig fåfängt Bayerns anslutning till Nordtyskland. Han satt även i "Tullparlamentet" 1868 samt 1874-78 i tyska riksdagen, där han genom sitt plumpa uppträdande blev en av Centrumpartiets mera bemärkta medlemmar. År 1881 drog han sig tillbaka från det politiska livet.